# Tramwaje w Chemnitz
Tramwaje w Chemnitz (niem. Straßenbahn Chemnitz) – część systemu miejskiego szynowego transportu publicznego w niemieckim mieście Chemnitz w Saksonii. Operatorem sieci jest przedsiębiorstwo Chemnitzer Verkehrs-Aktiengesellschaft (CVAG), które obsługuje także miejskie linie autobusowe. W Chemnitz funkcjonują także linie tramwaju dwusystemowego. Pierwszą taką linią było połączenie z Chemnitz do Stollbergu. W 2016 r. oddano do użytku łącznicę torów tramwajowych i kolejowych przy dworcu. W 2016 r. w mieście funkcjonowało pięć linii tramwaju miejskiego oraz cztery linie tramwaju dwusystemowego.

## Historia

### Tramwaje konne
15 lipca 1879 r. angielski przedsiębiorca W. Roebuck otrzymał koncesję na budowę linii tramwaju konnego od dworca kolejowego do Falkeplatz. Eksploatację linii rozpoczęto 22 kwietnia 1880 r. Rozstaw szyn wynosił 915 mm i był nietypowy dla sieci tramwajowych w Cesarstwie Niemieckim.
Jeszcze w tym samym roku przystąpiono do rozbudowy sieci i wybudowano torowiska tramwajowe do Theaterplatz i Wilhelm-Külz-Platz. Już w sierpniu 1880 r. sieć tramwajowa objęła zasięgiem osiedle Kappel, położone przy granicy administracyjnej miasta. Na tymże osiedlu otwarto pierwszą zajezdnię tramwajową (dziś muzeum transportu), w której stacjonowały konie. 15 maja 1892 r. połączono Kappel z pobliską gminą Schönau. Wykaz linii tramwajowych w 1892 r.:
|  | Nicolaibrücke – Poststraße – Wilhelmplatz         |
|  | Schönau / Wintergarden – Poststraße – Schlachthof |
|  | Nicolaibrücke – Theaterstraße – Centralbahnhof    |

### Początki tramwaju elektrycznego

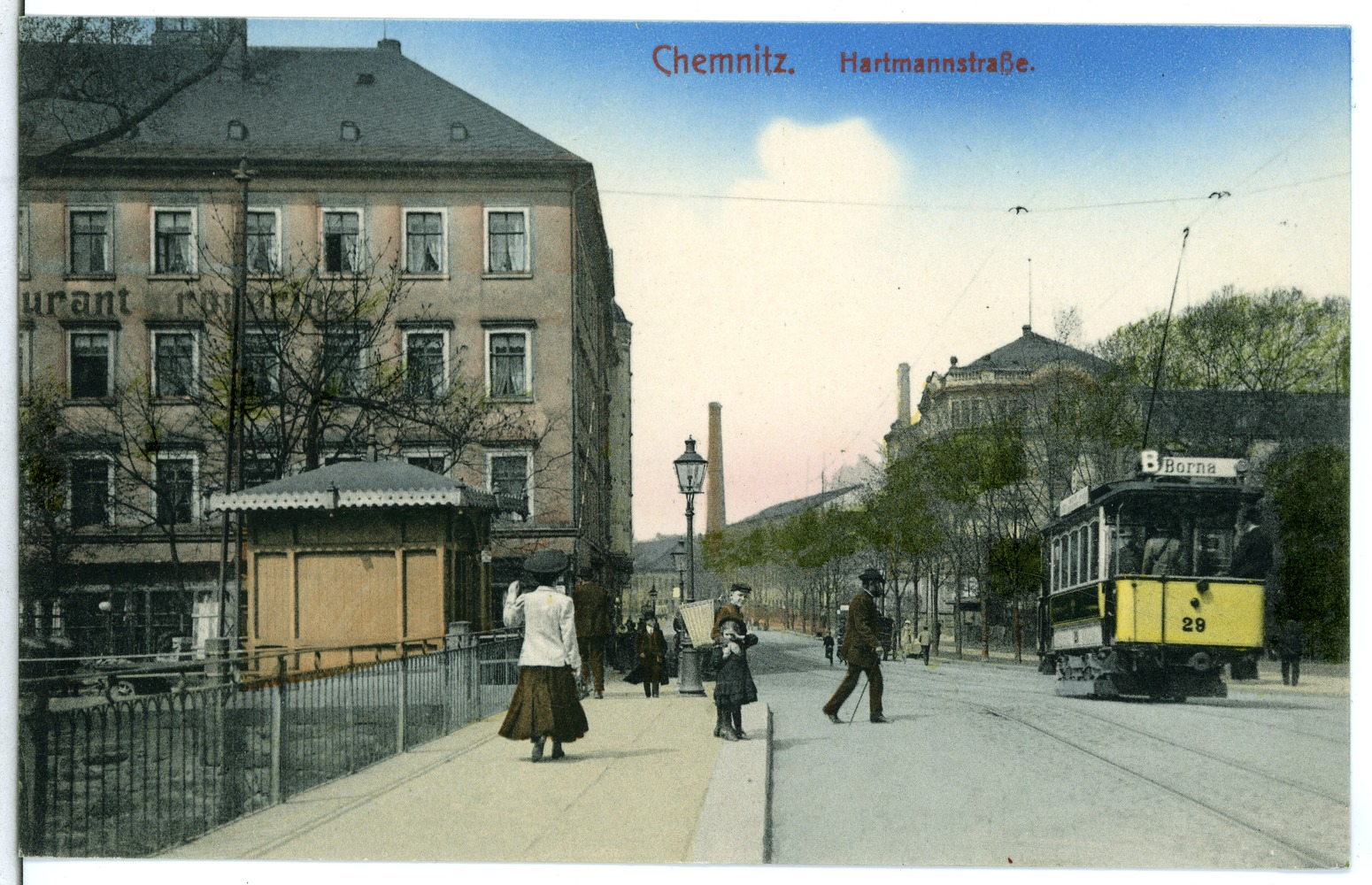
Tramwaj na ulicy Hartmanna w 1910 r.

19 grudnia 1893 r. uruchomiono tramwaje elektryczne. Linie tramwaju konnego poddawano stopniowej elektryfikacji. W 1898 roku większość sieci tramwajowej obsługiwały już tramwaje elektryczne.
Na przełomie XIX i XX wieku sieć tramwajowa przeżywała intensywny rozwój. W 1904 r. zrezygnowano z dotychczasowego oznaczania linii barwami na rzecz oznaczeń literowych. Wykaz linii w 1904 r.:
| A | Altchemnitz – Furth            |
| B | Borna – Friedhof               |
| F | Friedhof – Altendorf           |
| G | Gablenz – Nikolaibrücke        |
| H | Hilbersdorf – Stadttheater     |
| L | Gasthaus Lohse – Hermannstraße |
| N | Nikolaibahnhof – Hauptbahnhof  |
| R | Reichenbrand – Nikolaibrücke   |
| R | Schönau – Schlachthof          |
| S | Schönau – Neue Kasernen        |

W związku z ciągłym rozwojem sieci tramwajowej zwiększyło się zapotrzebowanie na tabor. Z powodu nietypowego rozstawu szyn, wynoszącego 915 mm, produkcja wózków była skomplikowana. Dlatego też odległość między szynami zwiększono o 10 mm – do 925 mm. Torowiska przekuto na rozstaw 1435 mm dopiero po II wojnie światowej, a ostatni wąskotorowy odcinek zamknięto w 1988 r.

### Czas międzywojenny
Dalszy rozwój torowisk tramwajowych został zahamowany przez kryzys gospodarczy. Wprowadzano jedynie drobne modyfikacje, na przykład niektóre odcinki (do Borny i Hilbersdorfu) zlikwidowano przed 1918 r., a inne zmodernizowano jeszcze przed wybuchem II wojny światowej.
Znaczącą zmianą było wprowadzenie w 1927 r. oznaczeń numerycznych linii w miejsce dotychczas stosowanych literowych. W 1935 r. nazwę przedsiębiorstwa komunikacyjnego zmieniono na Städtische Straßenbahn Chemnitz.

### Czas Niemieckiej Republiki Demokratycznej

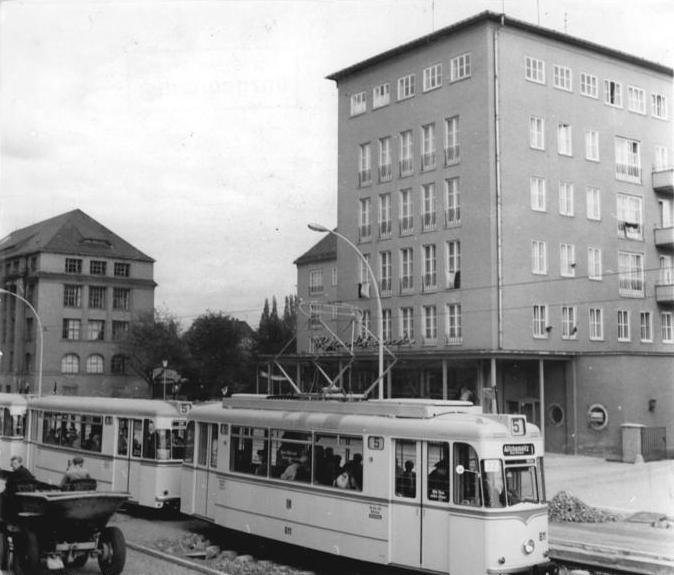
Tramwaje Gotha T57 w Chemnitz w 1961 r.

Chemnitz po II wojnie światowej znalazł się w radzieckiej strefie okupacyjnej, którą w 1949 r. przekształcono w NRD. W 1952 r. po kilku uprzednich przemianowaniach przewoźnik otrzymał nazwę VEB (K) Verkehrsbetriebe Chemnitz. W 1960 r., w związku ze zmianą nazwy miasta na Karl-Marx Stadt, przewoźnikowi nadano nazwę VEB Nahverkehr Karl-Marx-Stadt.
Projekt przekuwania torowisk wąskotorowych na normalnotorowe rozpoczęto w 1958 r. Zgodnie z założeniami planowano przeprowadzenie zmiany rozstawu szyn w ciągu siedmiu lat, tj. do 1965 r. (ostatecznie prace zakończono w 1988 r.). Pierwsze torowiska normalnotorowe powstały w centrum, gdzie zniszczenia wojenne umożliwiły zaplanowanie nowego układu sieci. W latach 1968–1988 zakupiono 132 czechosłowackie tramwaje silnikowe typu Tatra T3D i 62 doczepne typu Tatra B3D.

### Rozwój sieci tramwajowej po zjednoczeniu Niemiec

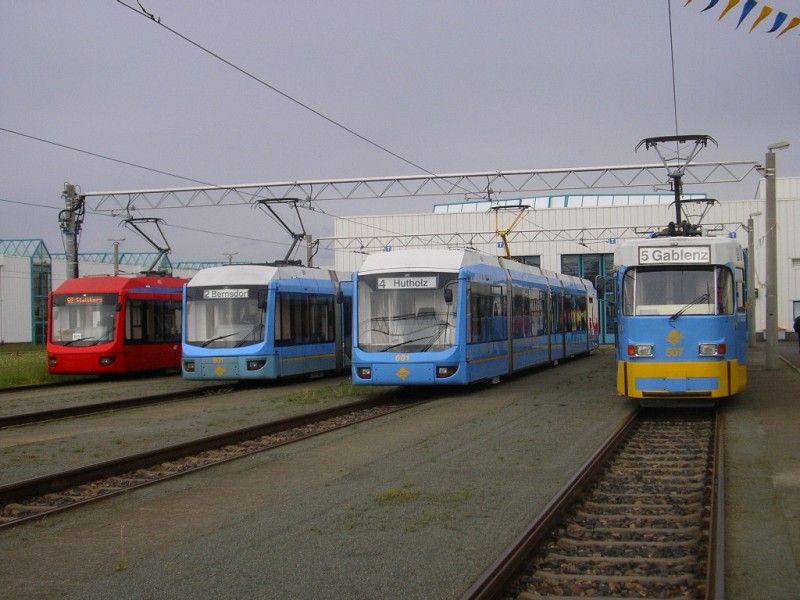
Tabor tramwajowy w 2006 r.

Wraz ze zjednoczeniem Niemiec w 1990 r. powstała dzisiejsza firma Chemnitzer Verkehrs-Aktiengesellschaft.
Tramwaje typu T3 zastępowano po 1993 r. nowoczesnymi, przegubowymi, niskopodłogowymi tramwajami Variobahn. W latach 1992–1993 Chemnitz wprowadziło własny schemat malowania tramwajów; czerwono-kremowe malowanie, wspólne dla całego bloku wschodniego, zmieniono na niebiesko-żółte.
W latach 90. XX wieku otwarto linię tramwaju dwusystemowego do miasta Stollberg; linia obsługiwana jest tramwajami Variobahn. Operatorem linii tramwaju dwusystemowego jest firma Citybahn Chemnitz GmbH.
14 czerwca 2016 r. Chemnitzer Verkehrs-Aktiengesellschaft zawarło umowę z czeskimi zakładami Škoda na dostawę 14 niskopodłogowych tramwajów typu Škoda 35T; podpisanie umowy poprzedziły testy pochodzącego z Pragi tramwaju Škoda 15T w 2012 r. Pierwszy tramwaj dostarczono do Chemnitz w nocy z 29 na 30 listopada 2018 r., pozostałe wagony miały zostać dostarczone do końca 2019 r. Pierwsze tramwaje wprowadzono do ruchu liniowego 25 września 2019 r.

## Linie
Stan z 2023 r.
| Linia | Trasa                                                                           | Przystanki | Operator |
| ----- | ------------------------------------------------------------------------------- | ---------- | -------- |
| 1     | Schönau ↔ Brückenstr./Freie Presse                                              | 11         | CVAG     |
| 2     | Bernsdorf ↔ Brückenstr./Freie Presse                                            | 10         | CVAG     |
| 3     | Technopark ↔ Hauptbahnhof                                                       | 12         | CVAG     |
| 4     | Hutholz (przez Stollberger Straße) ↔ Hauptbahnhof                               | 21         | CVAG     |
| 5     | Gablenz ↔ Hutholz (przez Annaberger Straße)                                     | 27         | CVAG     |
| C11   | (Stollberg ↔) Altchemnitz ↔ Zentralhaltestelle ↔ Hauptbahnhof                   | 17 (+11)   | CB       |
| C13   | (Burgstädt ↔) Hauptbahnhof ↔ Zentralhaltestelle ↔ Technopark (↔ Thalheim ↔ Aue) | 11 (+26)   | CB       |
| C14   | (Mittweida ↔) Hauptbahnhof ↔ Zentralhaltestelle ↔ Technopark (↔ Thalheim)       | 11 (+19)   | CB       |
| C15   | (Hainichen ↔) Hauptbahnhof ↔ Zentralhaltestelle ↔ Technopark                    | 11 (+7)    | CB       |

## Tabor
Stan z lutego 2023 r.

### Tabor CVAG
| Zdjęcie        | Typ            | Eksploatacja od | Liczba      |
| -------------- | -------------- | --------------- | ----------- |
|                | Tatra T3DM     | 1988            | (7) rezerwa |
|                | Variobahn      | 1993            | 23          |
|                | Škoda 35T      | 2019            | 14          |
| Łączna liczba: | Łączna liczba: | Łączna liczba:  | 37 (+ 7)    |

### Tabor CityBahn Chemnitz
| Zdjęcie        | Typ              | Eksploatacja od | Liczba |
| -------------- | ---------------- | --------------- | ------ |
|                | Variobahn        | 2001            | 6      |
|                | Vossloh Citylink | 2014            | 12     |
| Łączna liczba: | Łączna liczba:   | Łączna liczba:  | 18     |